# Perenniporia aurantiaca
Perenniporia aurantiaca är en svampart som först beskrevs av A. David & Rajchenb., och fick sitt nu gällande namn av Decock & Ryvarden 1999. Perenniporia aurantiaca ingår i släktet Perenniporia och familjen Polyporaceae.   Inga underarter finns listade i Catalogue of Life.